# Castlevania: Lament of Innocence
Castlevania: Lament of Innocence é um jogo eletrônico de ação-aventura desenvolvido pela Konami e lançado para o console PlayStation 2, da Sony, sendo também o primeiro jogo da série Castlevania lançado para tal console, e o terceiro a possuir gráficos tridimensionais. Foi primeiramente lançado no Japão e América do Norte em 2003, e na Europa e Austrália em 2004.
Cronologicamente, Lament of Innocence é o primeiro título da franquia, sendo ambientado em 1094 e focando no eterno conflito entre os caçadores de vampiros do clã Belmont contra Dracula, o vampiro imortal. Lament of Innocence apresenta Leon Belmont, que busca sua noiva sequestrada no castelo de Dracula.
Lament of Innocence recebeu críticas geralmente positivas, sendo elogiado como um jogo agradável, mas não complexo.

## Jogabilidade
O objetivo de Lament of Innocence é levar o protagonista Leon Belmont através do castelo cheio de monstros até encontrar Sara Trantoul, sua amada sequestrada. A exploração do castelo é aberta, envolvendo quebra-cabeças, itens escondidos, salas e chefes. Uma sala perto da entrada do castelo contém portais para cinco áreas principais, os quais são acessíveis desde o início. Depois de Leon derrotar o chefe de cada área, a área final torna-se desbloqueada. Restauradores de saúde e itens para melhorar as estatísticas de jogo, tais como resistência e defesa podem ser comprados com o dinheiro do jogo na loja de Rinaldo, perto do castelo.
Como arma principal, Leon possui o chicote Whip of Alchemy, entregue por Rinaldo, alquimista e lojista próximo ao castelo. Mais tarde, Leon pode adquirir mais três chicotes, cada um guardado por um chefe elemental: o Ice, Lightning, e Fire Elemental entregam chicotes dos seus respectivos elementos. Perto do fim do jogo, o chicote Whip of Alchemy se transforma no famoso e destrutivo Vampire Killer. Além disso, Leon pode utilizar uma de suas cinco sub-armas: uma faca, um machado, uma cruz, um cristal e água benta. Combinando-as com uma das sete esferas adquiridas após matar um chefe central, Leon pode realizar um ataque especial poderoso que varia de acordo com a esfera e sub-arma. Durante o curso do jogo, ele vai aprender técnicas especiais e ataques mágicos também.
Dois personagens adicionais podem ser desbloqueados: uma criatura com cabeça de abóbora e Joachim, um vampiro que apareceu no início do jogo como um chefe. A abóbora faz uso do chicote de Leon como arma principal e usa apenas uma sub-arma. Ela tem todas as técnicas de Leon, assim como causa mais dano do que ele. Já Joachim usa como arma cinco espadas espectrais. Ele não tem um inventário, nem a capacidade de usar relíquias e itens de compra da loja de Rinaldo. No entanto, Joachim tem acesso a dois ataques mágicos muito fortes no lugar de sub-armas.

## História
Lament of Innocence foca-se em contar a origem do conflito sem fim referente aos Belmonts e Drácula, bem como o surgimento de ambos. O protagonista e personagem inicial jogável Leon Belmont, é um cavaleiro romeno recém-chegado das Cruzadas que teve sua esposa Sara Trantoul raptada por criaturas das trevas. Mathias Cronqvist, amigo de guerras de Leon, explica que Sara foi mantida presa no castelo das trevas, Castlevania, regido pelo vampiro Walter Bernhard.
Leon decide invadir o castelo para salvar sua esposa, e no caminho ele acaba conhecendo Rinaldo Gandolfi, um misterioso alquimista e lojista próximo ao Castelo, que resolve ajudá-lo na jornada. Rinaldo dá informações preciosas a Leon sobre o castelo e o vampiro, explicando o que o vampiro almeja alcançar a imortalidade por meio de uma relíquia lendária. Antes de Leon partir, Rinaldo lhe entrega um chicote simples de alquimista chamado de "Whip of Alchemy", além de uma luva com propriedades mágicas. Leon derrota os monstros, incluindo Joachim Armster, um vampiro prisioneiro de Walter. Antes de morrer, ele menciona algo sobre a pedra Ebony stone, criada com alquimia. Rinaldo explica à Leon sobre as pedras forjadas pela alquimia, revelando que uma delas é a relíquia procurada por Walter, a Crimson stone.
Após inúmeras lutas, Leon encontra Walter, assim como Sara. Leon tenta atacar o vampiro, mas seu chicote não surte efeito em Walter. Fugindo com sua amada do castelo, Leon acredita que tudo finalmente chegou ao fim. Ao saber por meio de Rinaldo que sua esposa havia sido mordida por Walter, Leon entra em desespero. Sara implora a Leon para que este liberte sua alma, e sem alternativa, o Belmont a executa com seu chicote, despertando os verdadeiros poderes da arma.
E assim nasceu o chicote passado de geração à geração para os Belmonts, o "Vampire Killer", um chicote com poderes inigualáveis para matar as criaturas da noite. Munido dele, Leon entra tomado pelo ódio no castelo para derrotar Walter. Após uma luta a favor de Leon, Walter é derrotado. Neste momento é descoberto que todos os eventos acontecidos na história, inclusive a morte de Sara, haviam sido planejados por Mathias Cronqvist. Desejando possuir os poderes da imortalidade através da lendária relíquia alquímica Crimson Stone, cobiçada por Walter até então, Mathias pretendia usá-la na sua vingança contra Deus, que ele tanto culpava pela morte de sua esposa, Elizabetha. Mathias oferece a Leon um lugar na sua rebelião contra Deus, mas a oferta é recusada pela determinação do Belmont.
Antes de partir com a relíquia, Mathias estende a mão a Leon para juntar-se contra Deus, mas ele o recusa. Então Mathias decide abandoná-lo, enviando para matá-lo o espectro que poucos segundos antes executou Walter, o ceifeiro agora à serviço de Mathias, Death. Após uma árdua luta, Leon consegue derrotar Death, pedindo para o servo de Mathias enviar uma mensagem dele, dizendo que a partir deste dia Leon e seus descendentes iriam caçá-lo até sumir. E assim surge a lenda dos Belmonts, a lenda dos caçadores de Mathias Cronqvist, o Drácula.

## Desenvolvimento

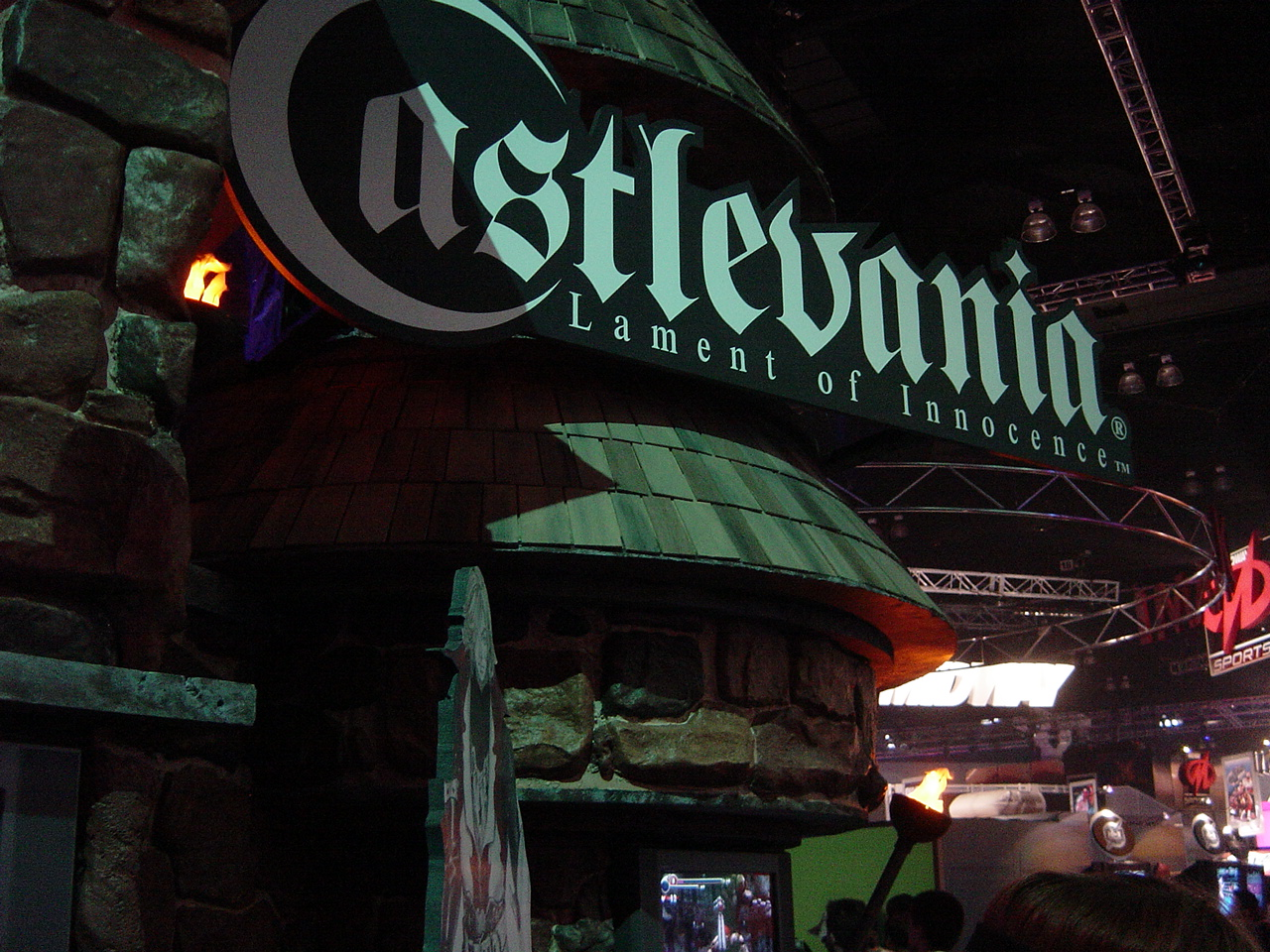
Castlevania, Expo 2003

O produtor Koji Igarashi revelou Lament of Innocence na E3 2003. O jogo representou a primeira aparição da série no PlayStation 2, e o terceiro título a utilizar gráficos tridimensionais. O título no Japão, Castlevania, deveria refletir a intenção de Igarashi de que Lament of Innocence seria um novo começo para a franquia. Com o conceito de que o jogo possuiria "salas totalmente conectadas", Igarashi achou que isso diminuiria a acessibilidade do mapa, e tornaria os quebra-cabeças mais difíceis de se resolver. Assim, ele dividiu o mapa em partes separadas para cada área e manteve os quebra-cabeças contidos em cada área.
Apesar de Igarashi "trazer o estilo 2D para 3D", o ambiente 3D se provou ser bem diferente, possuindo menos precisão. De acordo com Igarashi, jogos 2D eram mais fáceis de se criar, já que o jogador podia facilmente entender todos os elementos apresentados, como a localização dos monstros e onde o personagem deveria correr ou atacar. Apesar das diferenças, ele gostou dos gráficos 3D contribuírem para criar um "ambiente baseado em realidade". O time completou Lament of Innocence com tempo de sobra para aprimorar o balanceamento dos elementos do jogo; como resultado, o jogo se tornou progressivamente mais difícil.
Lament of Innocence continuou com o estilo iniciado em Symphony of the Night, com Ayami Kojima ilustrando e Michiru Yamane compondo a trilha sonora. Apesar dos títulos da série geralmente apresentarem trilhas dos jogos anteriores, Igarashi limitou o número de arranjos que iriam aparecer em Lament of Innocence, visto que este deveria representar a origem da série. Yamane usou de vários estilos, incluindo dance music, solos de piano, árias instrumentais, e rock industrial.

### Lançamento
O jogo foi lançado em 21 de outubro de 2003 na América do Norte, 27 de novembro de 2003 no Japão, e em 13 de fevereiro de 2004 na Europa. Uma edição limitada foi lançada simultaneamente com conteúdo bônus, incluindo uma pintura de Ayami Kojima. No Japão, Lament of Innocence foi relançado em 2 de março de 2006 na Konami Dendou Collection. O jogo foi lançado na PlayStation Network em 18 de junho de 2013.

## Recepção
No Metacritic, alcançou nota 79/100, indicando "críticas geralmente positivas". A Edge escreveu que "apesar de não ser tão bem estruturado quanto o pináculo da série, Symphony of the Night, ele ressuscita os pontos principais com uma exploração sedutora e progresso topográfico satisfatório. Ele traz um ar de vida nova para uma das franquias mais antigas dos jogos eletrônicos. A revista Play escreveu que "um belo sucesso como um jogo de ação incendiário, com nuances brilhantes em suas mecânicas e apelo atmosférico completo. E também é uma versão fantástica de Castlevania... Minhas críticas vêm, principalmente, em imaginar as possibilidades triunfantes que uma aventura Castlevania possui." De acordo com a Game Informer, o jogo "parece um exercício (apesar de lindo) em explorar vários componentes clássicos da franquia. Mas o resultado final apenas prova que Castlevania é mais do que um conjunto de ideias, é uma experiência de jogabilidade que ainda não foi completamente executada. Enquanto isso, a PALGN escreveu em uma crítica negativa que "se você quiser andar por um longo castelo repetitivo, Castlevania: Lament of Innocence vai ser ótimo para você." Tim Turi, da Game Informer, achou que ele não foi "um jogo de ação decente para sua época", também afirmando que o achou muito linear e que não merecia fazer parte da série Castlevania.
A sua jogabilidade recebeu reações positivas, que a consideraram agradável, mas não complexa, e intuitiva. Uma avaliação da GameZone fez comparações com a jogabilidade de Devil May Cry. No geral, a tentativa dos desenvolvedores de transicionar a série de um estilo de rolagem lateral 2D para uma jogabilidade 3D foi positivamente bem recebida. A Official PlayStation Magazine afirmou que ele é uma "prova de que um jogo Castlevania pode ser feito em 3D, enquanto retendo a essência da série com ótimas músicas e jogabilidade, com um visual estilizado. Ainda há espaço para melhorias, mas é um ótimo novo começo." Avaliadores criticaram as salas como repetitivas. A câmera recebeu críticas mistas, com a Times Online escrevendo "excelente, é como um bom árbitro - você nem nota na maior parte do tempo", enquanto a PALGN e Jeremy Dunham, da IGN, acharam que os ângulos atrapalhavam. Outras críticas incluíram a dificuldade em descobrir itens secretos, a duração do jogo, a falta de um mapa para o castelo inteiro, e que o jogador tinha que achar e usar itens do inventário durante uma batalha.
A história foi geralmente bem recebida. GameSpy a elogiou como "um presságio - à frente da curva para o gênero mais conhecido por fazer os jogadores segurarem risadas do melodrama tolo," enquanto a GMR Magazine afirmou que "a história é tratada com respeito e classe (se você desconsiderar os diálogos), com o final provendo a fundação de muitas das batalhas que ocorreriam entre os Belmonts & Dracula." A IGN escreveu que ele copiou elementos do filme Drácula de Bram Stoker. Adicionalmente, avaliadores elogiaram a atmosfera e os detalhes visuais. De acordo com Mike Weigand, da GamePro, "há uma atmosfera, com os gráficos vívidos trazendo sombras, névoa, e outros elementos à vida." Em contrapartida, a GameZone achou que os gráficos, apesar de bonitos, pareciam datados. A dublagem recebeu reações mistas, de bem feita à exagerada e terrível. Em contraste, a trilha sonora foi geralmente bem recebida, apesar da PALGN escrever que algumas vezes ela parecia desconexa com o ambiente.
Lament of Innocence também foi avaliado em retrospectivas. Kurt Kalata, do 1UP.com, escreveu que "a jogabilidade dungeon-crawling e ambientes repetitivos" previniram o jogo de ser bem sucedido. De acordo com Kalata, os controles do jogo foram melhorados em relação aos títulos do Nintendo 64. Mark Bozon, da IGN, afirmou que o jogo continuou o "estilo e apresentação dos Castlevanias anteriores." David Low, da PALGN, relatou que o jogo não foi bem sucedido comercialmente e escreveu que os títulos do Nintendo 64 tiveram mais ambição, com Castlevania (1999) continuando como "o jogo 3D definitivo da série". Apesar de achar Lament of Innocence agradável por um tempo e com potencial para uma sequência, Low expressou sua decepção dizendo que, enquanto títulos da franquia para consoles portáteis estavam ganhando profundidade e se refinando, jogadores do PS2 foram apresentados a um "jogo de ação repetitivo e pouco desenvolvido."